# Commedia dell’arte

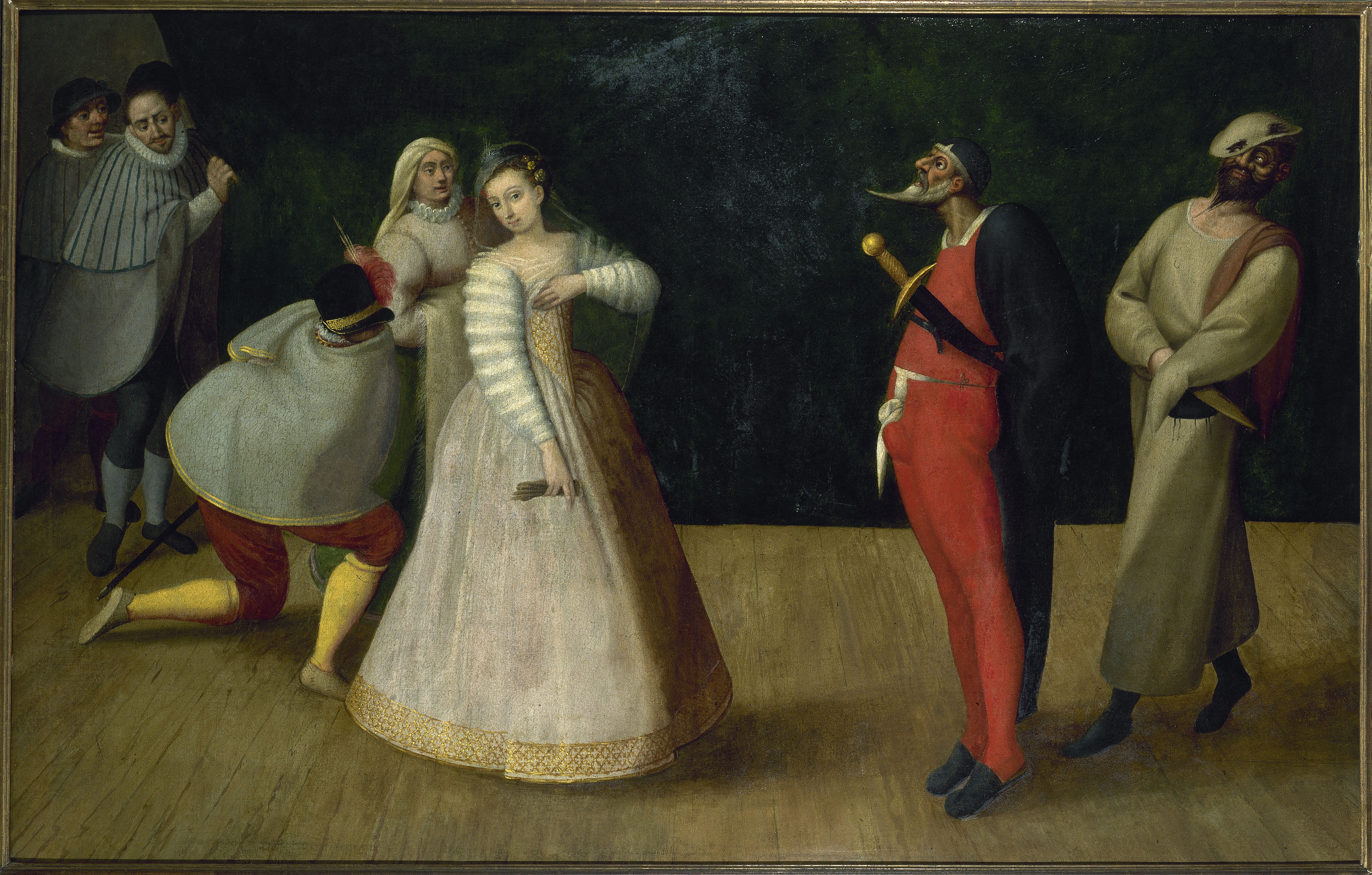
Commedia dell’arte der Gruppe der Gelosi im 16. Jahrhundert

Commedia dell’arte (italienisch für „Berufsschauspielkunst“, wobei commedia allgemein für das Theater steht und arte mit „Kunst“ im Sinne von „Handwerk, Beruf“ zu übersetzen ist) bezeichnet Varianten traditionellen Theaters in den italienischen Gebieten des 16. bis 18. Jahrhunderts.
Andere Bezeichnungen für die Commedia dell’arte sind oder waren commedia degli zanni (Theater der Zanni als bestimmte Gruppe von Masken), commedia a soggetto (Szenen- oder Szenariumstheater), commedia improvvisa oder all’improvviso (Improvisationstheater) und commedia delle maschere (Maskentheater). Auf Deutsch werden auch die Begriffe „Stegreiftheater“, „italienische Stegreifkomödie“ oder „italienische Volkskomödie“ verwendet.

## Inhaltliche Abgrenzung
Um den Begriff und die Stellung der Commedia dell’arte in den Wissenschaften einzugrenzen und ihre Sonderstellung innerhalb vergleichbarer Gattungen hervorzuheben, entwarf Wolfram Krömer eine Übersicht über die typischen Merkmale dieser Theaterform. Nach Krömer ist die Commedia dell’arte ein Theater, das
- dem Schauspieler und dem Ensemble dient und nicht dem Autor oder dem Text,
- szenische Wirkung anstrebt und nicht Probleme aufwirft und Gehalt vertieft,
- Masken und Typen darstellt und nicht Individuen und ihre Entwicklung,
- moralisch indifferent ist und nicht Werte vermittelt und belehrt.[1]

## Geschichte

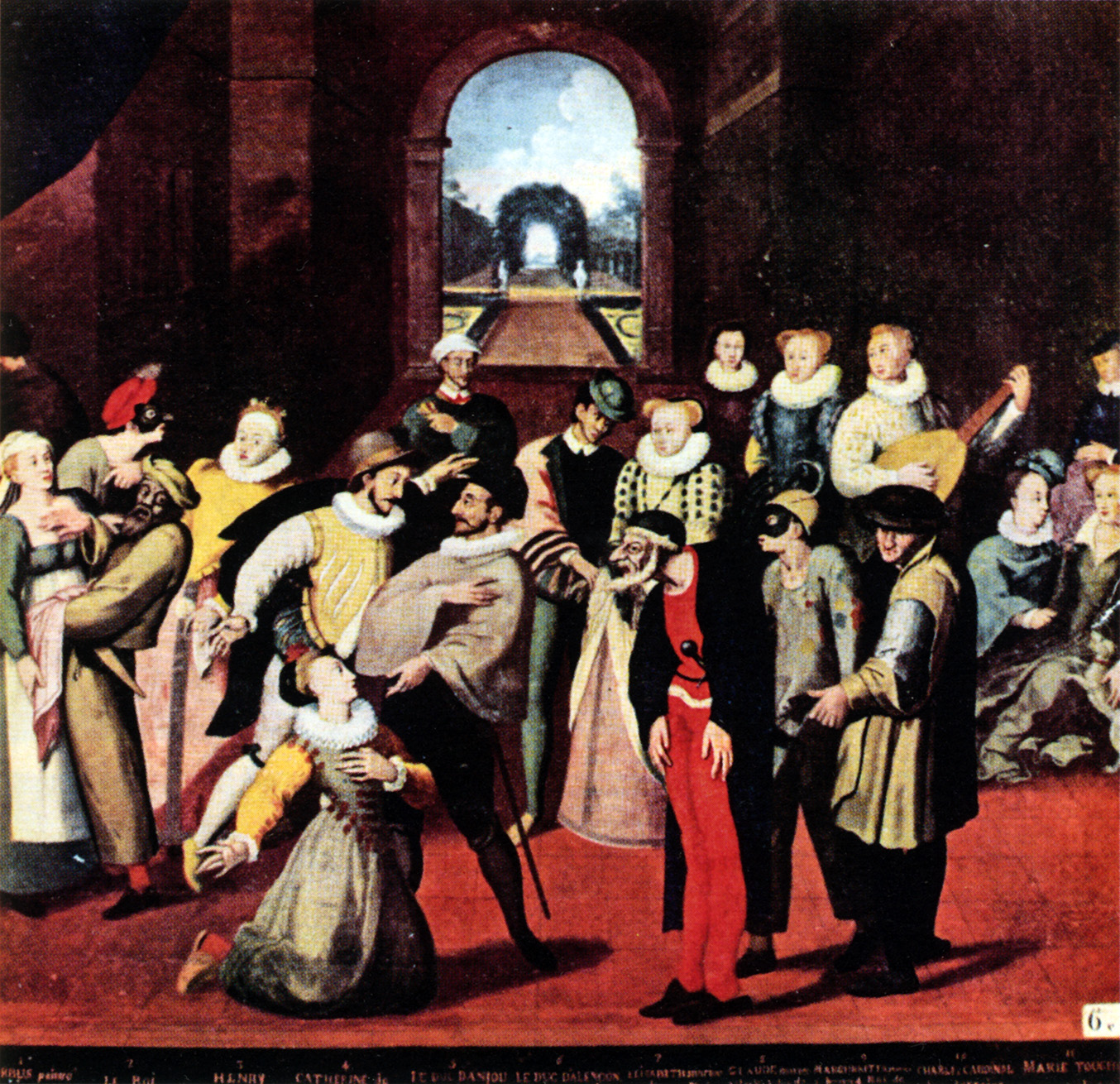
Eine der ältesten Darstellungen der Commedia dell’arte: Aufführung vor adeligem Publikum in Frankreich, Schule des Frans Floris, ca. 1570/71

Die Commedia dell’arte entwickelte sich in Italien im 16. Jahrhundert aus traditionellen Zusammenschlüssen von Jahrmarktskünstlern verschiedener Professionen wie buffoni oder ciarlatani (zusammengefasst unter dem Begriff arte giullaresca). Hier gelten besonders der venezianische Schauspieler Angelo Beolco, genannt Il Ruzzante („der lärmende Spieler“), und seine Truppe als Urheber. Sie bespielten, im (venetischen) Dialekt Paduas und als Bauern verkleidet, die Jahrmärkte, aber auch bereits die Höfe, etwa des Herzogs von Mantua. Weitere Pioniere des Genres waren der Bergamasker Zan Ganassa, der traditionell als Schöpfer der Figur des Arlecchino gilt und dessen Truppe 1570 oder 1571 von einem Künstler aus der Schule des Frans Floris gemalt wurde, wohl das früheste Bildzeugnis der Commedia dell’arte überhaupt, sowie Flaminio Scala, genannt Flavio bzw. Claudio, der 1611 als erster zusammengefasste Stück-Szenarien im Druck herausgab.
Die Commedia dell’arte erlebte ihren Höhepunkt im 17. und fand ihr Ende im 18. Jahrhundert. Dabei entwickelte sich diese Theaterform zunächst in den beiden Hochburgen Venedig (die nördliche Commedia dell’arte) und in Neapel (die südliche Commedia dell’arte). Üblicherweise wurde sie, im Gegensatz zum damaligen gelehrten Prosatheater (der commedia erudita), dessen Darsteller Dilettanten waren, von professionellen Akteuren betrieben, die im Familienverband agierten. „Professionell“ bedeutet hier, dass sie zum Zweck des Gelderwerbs auftraten, in Gütergemeinschaft zusammenlebten und an den Einnahmen beteiligt waren. Auch durften hier bereits Frauen spielen, was ihnen, außer in der Oper, zur damaligen Zeit verboten war. Die Commedia dell’arte wurde von Wandertruppen wie etwa der Compagnia dei Comici Gelosi über ganz Europa verbreitet (siehe auch Harlekin im europäischen Kontext).
Das Zentrum der Commedia dell’arte war im 18. Jahrhundert nicht mehr Italien, sondern Paris, die größte Stadt Europas. Dort war sie auf dem Pariser Jahrmarktstheater und in der Comédie-Italienne zu sehen. Während der Französischen Revolution wurde die Commedia dell’arte in Frankreich, wo sie seit Ludwig XIV. ihren festen Platz hatte, verboten. Verschiedene Quellen berichten aber darüber, dass diese Theaterform schon am Hofe selbst in Ungnade gefallen war, sei es, weil ein Stück nicht genehm war, sei es, weil eine boshafte Bemerkung eines Schauspielers über eine anwesende Adlige das Missfallen des Königs hervorrief. Die Gruppen zogen sich auf die Pariser Jahrmärkte zurück, wo ihnen bald das Wort verboten wurde. Danach hatte die Commedia dell’arte so gut wie nichts mehr mit ihren italienischen Ursprüngen zu tun. Spätestens in der Zeit Napoléons war diese einst dominierende europäische Theaterform praktisch verschwunden. Weiter existierte sie nur noch als sogenannte Pantomime auf der Ballettbühne (siehe etwa Der siegende Amor, 1814). 
Die Geschichte der Commedia dell’arte ist eng mit den Ensembles und diese wiederum eng mit den Schauspielern verknüpft. Nachdem sie innerhalb des Rahmens ihrer Figuren eine Perfektion erreicht hatten, wurden diese zunehmend inhaltsleer, während die von der Zensur zunehmend geforderte Fixierung der Texte zu einer Routine führte. Auch der spätere Kontakt zum gehobenen Bürgertum und zum Adel, was dem ursprünglichen Charakter einer Volkskomödie widersprach, sowie die Erstarkung des Hoftheaters mögen zum Niedergang beigetragen haben.
Im 20. Jahrhundert wurde die Commedia dell’arte in den unterschiedlichsten Formen in ganz Europa wiederentdeckt und neu belebt.

## Die Schauspieler der Commedia dell’arte

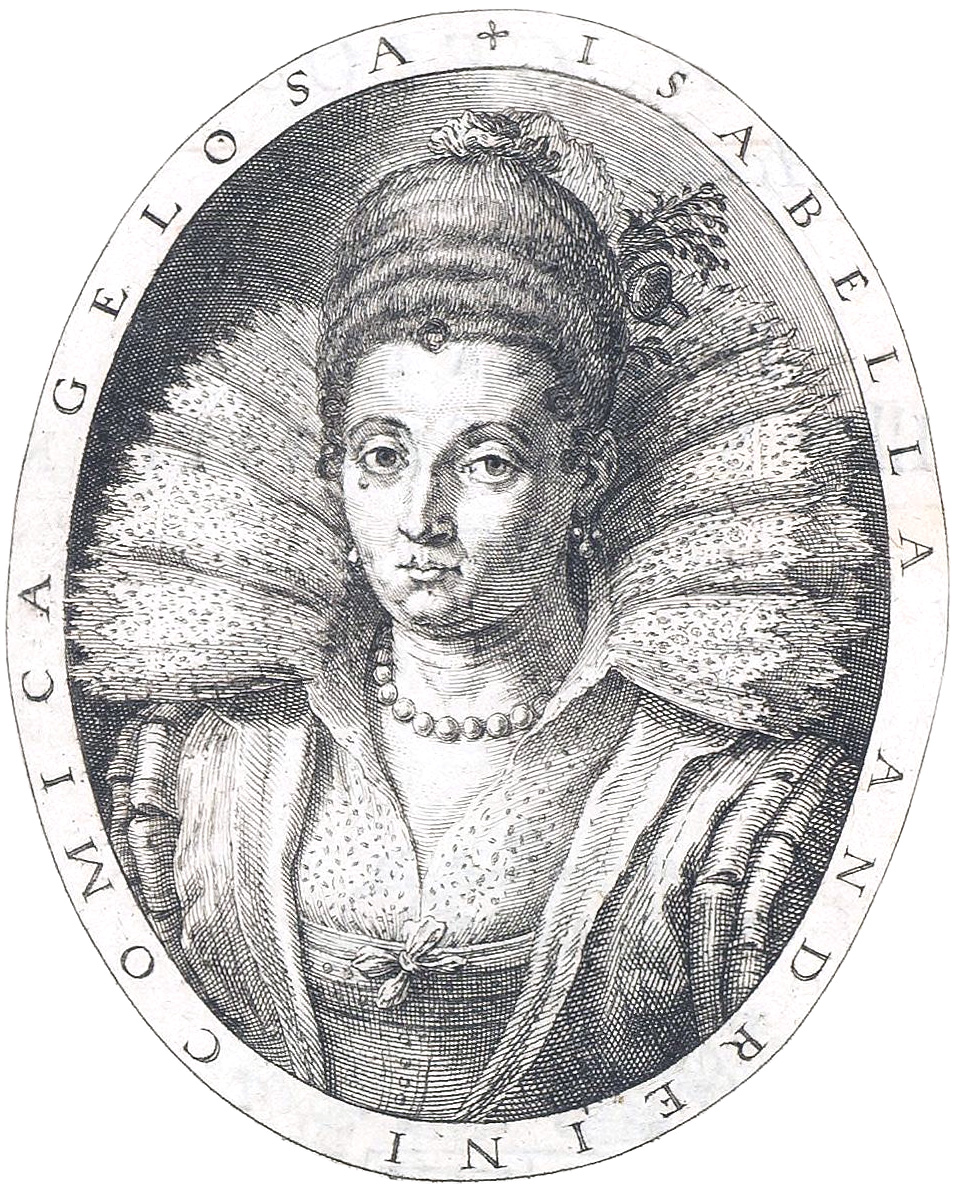
Isabella Andreini

Das berufliche Rüstzeug für die Schauspieler der Commedia dell’arte liegt in der Perfektionierung der entsprechenden Figur, hier auch „Maske“ genannt. Jeder Schauspieler war in der klassischen Form zeitlebens auf eine Figur festgelegt. Oft führten die Darsteller ihre eigenen Namen ein oder legten sich Theaternamen zu, aus denen dann die Namen der Figuren wurden. Manche schafften es, geradezu berühmt mit ihrer Maske zu werden, wie etwa der Komiker Angelo Constantini in Paris, der als Mezzetino zuerst am Hof Ludwigs XIV. für einen Eklat sorgte und es sich darauf in Dresden mit August dem Starken verdarb. Die Schauspielerin Isabella Andreini, Frau von Francesco Andreini, die mit der Gruppe der Gelosi reiste (siehe das zweite Bild von oben: Die weibliche Figur wird üblicherweise als Isabella Andreini identifiziert.), erschuf unter ihrem eigenen Namen eine der berühmtesten weiblichen Liebenden. Der Bischof von Lyon ließ ihr zu Ehren nach ihrem Tod während der Rückreise nach Rom eine Gedächtnistafel an der Kirche anbringen und sie ins Kirchenbuch eintragen. Für ein Kind des in Frankreich gefeierten neapolitanischen Darstellers des Scaramouche Tiberio Fiorelli übernahmen Kardinal Mazarin und Anna von Österreich die Patenschaft und Molière übte sich bei ihm in Gestik und Mimik. Eine in der zweiten Hälfte des 18. Jahrhunderts gefeierte Schauspielertruppe in Venedig trug den Namen ihres capocomico. Die Truppe Sacchi spielte die Stücke von Carlo Gozzi, dem Kontrahenten Carlo Goldonis, und trat im Teatro San Samuele in Venedig auf.
Die Schauspieler hatten für jede Situation ein Repertoire an einstudierten akrobatischen Kunststücken, Gesten, Körperhaltungen und sprachlichen Mitteln parat. Improvisationen waren wesentlicher Teil der Vorstellungen, für die lediglich eine knapp beschriebene Szenenfolge (canevas oder canavacchio) vorher festgelegt wurde. Schlagfertige Bemerkungen, die sogenannten battute, wurden von den comici aufgezeichnet und durch Lektüre klassischer Werke ergänzt. Damit waren sie auch ihr eigener Autor. Die lazzi, Späße, waren ein zentraler Bestandteil ihres Repertoires.
Die von den Schauspielern präsentierten Figuren mit ihren jeweils festgelegten Eigenschaften wurden, abgesehen von den innamorati, den Liebenden, stets mit Halb-Gesichtsmasken und charakteristischen Kostümen dargestellt. Die Präsentation erfolgte mit Mitteln des gesamten Körpers und war nicht etwa auf Ausdrucksmittel der Sprache und des Gesichts konzentriert, was außerordentliche Fähigkeiten verlangte. Die Schauspieler interagierten mit dem Publikum. „Mit unglaublicher Abwechslung unterhielt es mehr als drei Stunden“, schrieb Johann Wolfgang von Goethe über einen Besuch einer Aufführung im venezianischen Theater St. Lukas in einem Tagebucheintrag seiner Italienischen Reise vom 4. Oktober 1786: „Doch ist auch hier wieder das Volk die Base, worauf dies alles ruht, die Zuschauer spielen mit und die Menge verschmilzt mit dem Theater in ein Ganzes.“ Über die Schauspieler schrieb er: „Ich habe aber auch nicht leicht natürlicher agieren sehen als jene Masken, so wie es nur bei einem ausgezeichnet glücklichen Naturell durch längere Übung erreicht werden kann“ und am nächsten Tag: „[…] stets öffentlich lebend, immer in leidenschaftlichem Sprechen begriffen … Hinzu kommt noch eine entschiedene Gebärdensprache, mit welcher sie die Ausdrücke ihrer Intentionen, Empfindungen und Gesinnungen begleiten.“

## Figuren und Masken

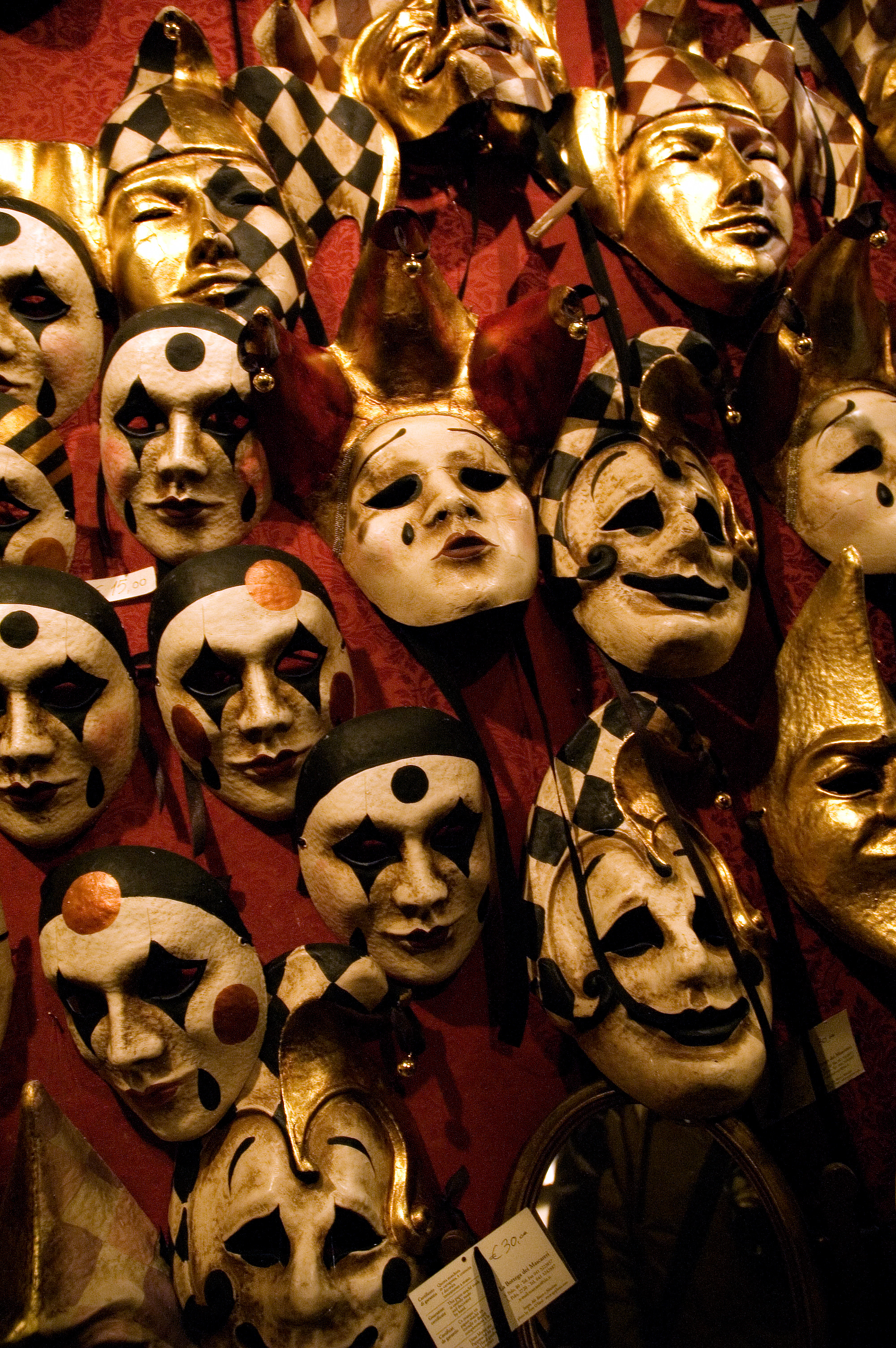
Masken der Commedia dell’arte

Die beiden Hauptgruppen der Masken sind die zanni oder zanoni wie z. B. Arlecchino und die vecchi, die Alten wie z. B. Pantalone; dazu kommen die amorosi bzw. innamorati, die ohne Maske auftreten. Bei der Beschreibung der einzelnen Figuren und Masken ist zu beachten, dass sich sowohl die Figuren und Masken als auch die Commedia dell’arte selbst in einem ständigen Wandel befanden. Die Beschreibungen müssen ferner immer im historischen Kontext gesehen werden. So gehört beispielsweise Arlecchino nicht von Anfang an zum Personal dieser Theaterform und verändert sich im Laufe der Zeit stark. Es kann daher nur ein ungefährer Eindruck übermittelt werden, nicht jedoch eine konkrete und allumfassende Beschreibung der Figuren und Masken.
Die Figuren der Commedia dell’arte erinnern an die klassischen lateinischen Komödien des Plautus und des Terenz. In diesen oft beinahe wörtlich aus griechischen Vorbildern (u. a. Menander) übertragenen Komödien gab es ebenfalls eine begrenzte Anzahl von Charakteren, die durch Konvention festgelegt waren. Die Hauptrolle spielt der gerissene und intrigante Sklave. Er steht meist auf der Seite der jungen Liebenden, die nicht zueinander kommen dürfen, weil die Eltern andere Heiratspläne mit ihren Kindern haben. Der alte Vater ist meist ein untreuer Ehemann, während seine Frau ein strenges häusliches Regiment führt. Am Schluss droht gewöhnlich ein völliges Chaos, doch durch einen unerwarteten Zufall lösen sich alle Knoten. Die jungen Liebenden bekommen sich, und die Alten müssen sich in ihr Schicksal fügen. Inwieweit diese Komödien direkten Einfluss auf die Commedia dell’arte hatten, ist jedoch unklar.
Die „soziale“ Interpretation der Masken (die beispielsweise die zanni einengend als Dienerrollen beschreibt) geht auf die Reform der Commedia dell’arte durch Carlo Goldoni (Der Diener zweier Herren) im 18. Jahrhundert zurück, dem Carlo Gozzi wiederum Verrat an dieser Theaterform vorwarf (siehe den Abschnitt über Gozzi und Goldoni). Seit dem 20. Jahrhundert deuten insbesondere die italienische Forschung und die Theatermacher, die sich mit der Materie befasst haben bzw. befassen, die Figuren im Wesentlichen mythologisch. Das „bürgerliche“ Bild von der Commedia dell’arte ist in Deutschland allerdings immer noch weit verbreitet.

### Die Zanni
Die Gruppe der Zanni stellt eine untere Schicht der Bevölkerung dar, die meist aus bäuerlichen Verhältnissen stammte und deren Mitglieder als Diener, Mägde und Köchinnen ihr Glück in der Stadt versuchten. Sie symbolisieren das einfache Volk der damaligen Zeit, ihre Wünsche und ihre Kritik an der Gesellschaft. Der Begriff stammt von der früheren Theaterfigur Zanni.
Zu ihnen gehören:

#### Arlecchino
Arlecchino ist die wohl berühmteste Figur der Commedia dell’arte. Ihren Ursprung findet sie in einem nordfranzösischen und germanischen Sagenkreis und entstand in Zusammenhang mit dem historischen Differenzierungsprozess des Zanni. In einer geladenen Atmosphäre verschmolz Tristano Martinelli 1584/85 in Paris die mythologische Figur mit dem Zanni und hatte damit schlagartig Erfolg. Nach Martinelli verkörpert Arlecchino Gegensätze wie Gut und Böse oder Komik und Tragik. Er sprach seiner Figur die Fähigkeit zu, sowohl ins Diesseits als auch ins Jenseits zu reisen. Domenico Biancolelli spielte ab 1661 den Arlecchino in einer veränderten Situation. Er passte sein Spiel dieser Situation und seinen Vorstellungen an. Ab 1730 kam es dann durch Luigi Riccoboni zu einem Wandel des Arlecchino zu einem Moralisten. Mit dem Ziel, die regelmäßigen italienischen Komödien und Tragödien des 15. und 16. Jahrhunderts aufzuwerten, wurde der Figur seine Differenz ausgetrieben und zunehmend auf seine bürgerliche und diesseitige Existenz reduziert. Schauspieler des „neuen“ Arlecchino waren beispielsweise Domenico Biancolelli oder Tommaso Visentini.
Arlecchino ist die Figur, die sich auf der Bühne alles herausnehmen darf. Typisch für ihn sind seine naive Fröhlichkeit und seine Verfressenheit. Manchmal dient er sogar zwei Herren gleichzeitig, damit er mehr Essen bekommt, was zu meist lustigen Verstrickungen führt. Mit seiner ironischen Art ist er die Stimme des gemeinen Volkes zu der Zeit. Arlecchino wird mit einer lustigen Maske und dazu noch mit einem Hut und einem Mantel dargestellt, der aus bunten Flicken besteht. Aus der Figur des Arlecchino entwickelte sich mit der Zeit der typische, naive Spaßmacher, wie man ihn heutzutage vor allem als Kasperle aus dem Puppentheater kennt.
In der Tradition Arlecchinos steht Figaro in den Komödien Le barbier de Séville (Der Barbier von Sevilla) und Le mariage de Figaro (Figaros Hochzeit) von Pierre Augustin Caron de Beaumarchais und den darauf basierenden Opern von Giovanni Paisiello, Wolfgang Amadeus Mozart und Gioachino Rossini.

#### Brighella
Brighella stammt ursprünglich aus dem Bergamo. Er ist hinterhältig, immer etwas verschlagen und meistens skrupellos auf seinen eigenen Vorteil bedacht, dabei zu akrobatischen Kunststücken fähig und Arlecchino intellektuell überlegen. Er lässt auch gerne andere für sich arbeiten. Seine Maske ist üblicherweise die eines gewöhnlichen Dieners oder aber sie zeigt seine listigen Wesenszüge und ist meist von schwarzer Farbe.

#### Pagliaccio
Mit seiner gelben Gesichtsmaske oder gelb bemehltem Gesicht und seinem weißleinenen, viel zu großen Gewand ist er bzw. die verwandte Figur Pedrolino ein Vorläufer Pierrots. Pagliaccio ist ein tollpatschiger Knecht und Nachäffer, in Worten kühn, aber in Wahrheit ein außerordentlicher Feigling. Für seine Fehlleistungen wird er oft mit Prügel bestraft.

#### Colombina
Colombina ist ebenfalls eine Person der unteren sozialen Schicht. Meistens spielt sie die Rolle der Magd oder Köchin. Ihr fehlt jedes gekünstelte Element der Oberschicht und sie ist eine lebenslustige und selbstsichere Figur. Durch ihre dominante und verführerische Art zieht sie oft Verehrer (zum Beispiel Brighella) an, gegen die sie sich zu wehren weiß. Die Figur der Colombina hat keine Maske und trägt meistens schlichte Frauenkleider. In Le mariage de Figaro spielt Suzanne diese Rolle.

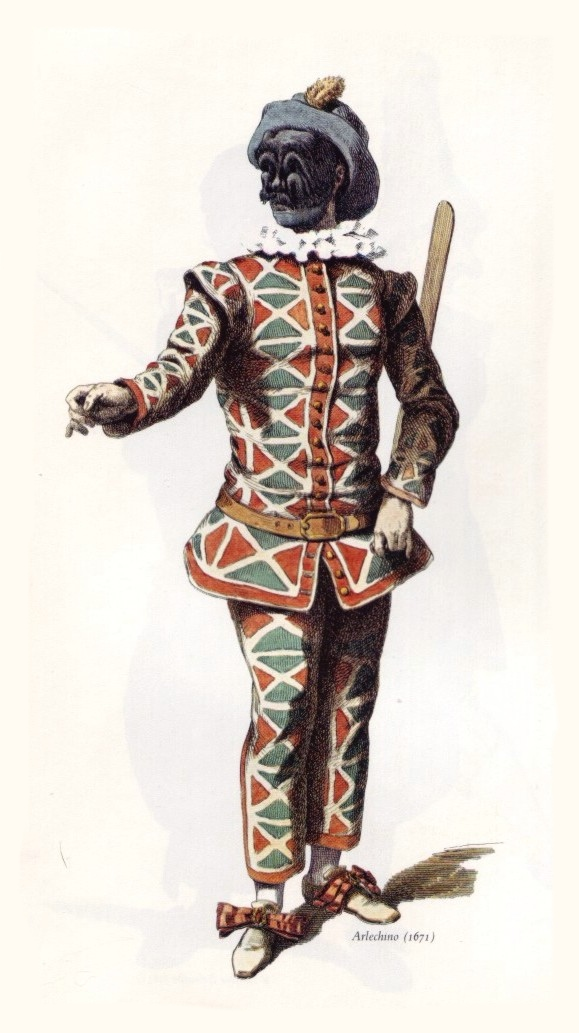
Arlecchino, 1671
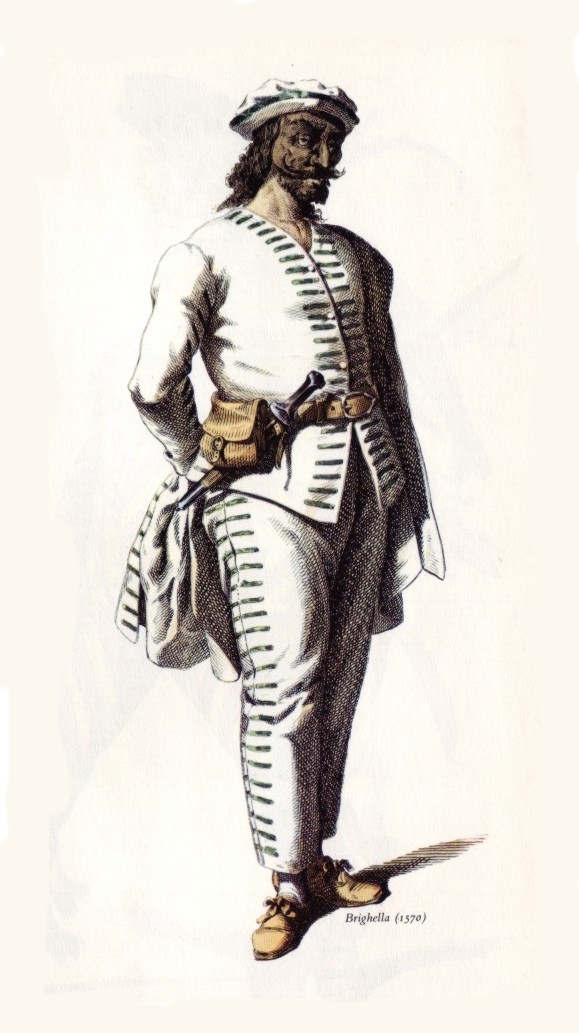
Brighella, 1570
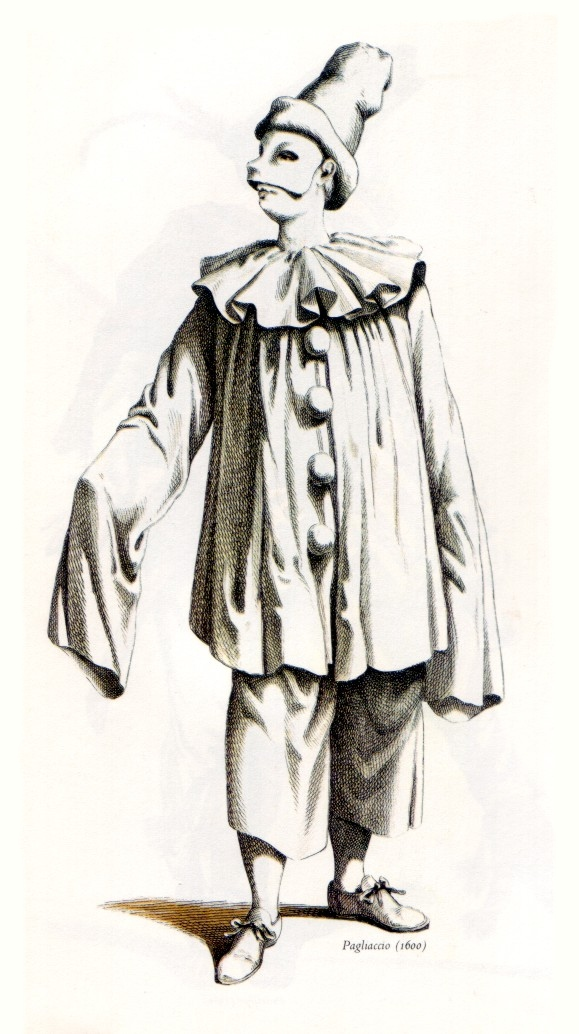
Pagliaccio, 1600
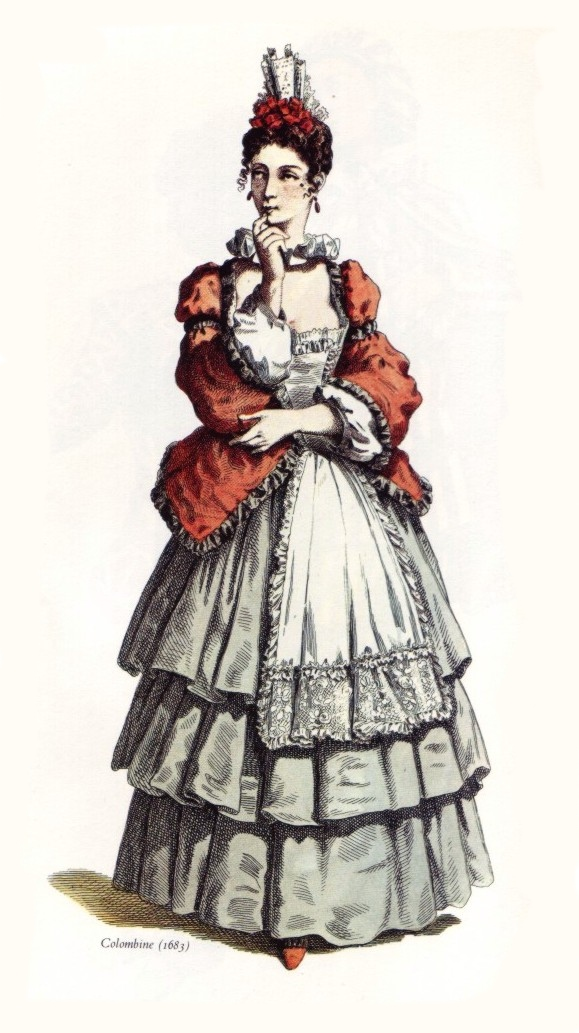
Colombina, 1683

### Die Vecchi
Die Gruppe der Vecchi stellt die reiche Oberschicht der Zeit dar. Für sie ist typisch, dass sie sehr viel Geld haben und sich gebildet ausdrücken. Sie schätzen vor allem Kultur und Wissen. Meistens versuchen sie sich vom einfachen Volk abzuheben, da sie sich als etwas Besseres sehen. Gerade diese Eigenschaften wirken auf den Zuschauer äußerst unsympathisch, teilweise schon lächerlich.
Zu ihnen gehören:

#### Pantalone
Pantalone ist meistens ein wohlhabender Kaufmann aus Venedig, der aufgrund seines hohen Alters oft kränklich ist. Obwohl er viel Geld hat, ist er sehr geizig. Pantalone mischt sich gerne in Dinge ein, die ihn gar nichts angehen. Außerdem hat er häufig Verhältnisse zu jüngeren Frauen, auch wenn er verheiratet ist, und hält seine Tochter in engen Grenzen. Er hat einen großen, lange währenden Hass auf den Dottore, genauso wie dieser auf ihn. Man erkennt Pantalone an einer braunen Maske mit gebuckelter Nase, einem Ziegenbart sowie einem schwarzen Umhang und einer eng anliegenden roten Hose.
Ein Nachfahr von Pantalone ist der Arzt Bartholo (italienisch Bartolo) in Le barbier de Séville und Le mariage de Figaro von Beaumarchais und den zugehörigen Opern.

#### Der Dottore
Der Dottore verkörpert meistens den gebildeten Juristen oder Gelehrten aus Bologna. Dies zeigt er auch gerne durch die häufige Verwendung von Denkerposen. Jedoch wirkt sein Wissen eher belustigend, da er die Verkörperung des Wissens ohne wahres Wissen darstellt. So stellt er bei jeder Gelegenheit zur Schau, über welches Wissen er verfügt, dies jedoch selten zur Situation passend. Obwohl er sehr kurzsichtig ist, sind seine Bewegungen auf der Bühne fließend und geschmeidig. Wie Pantalone den Dottore hasst, so dieser Pantalone. Häufig tritt der Dottore in einer schwarzen Maske mit einer Knollennase, einer kugelförmigen Stirn und roten Wangen auf. Er trägt eine weiße Halskrause und ist im Übrigen schwarz gekleidet.

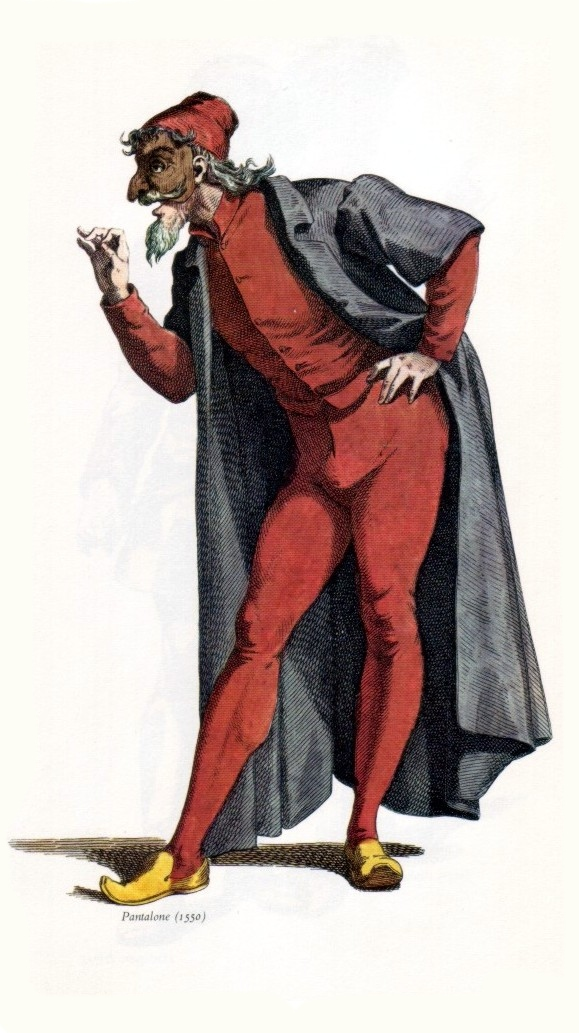
Pantalone, 1550
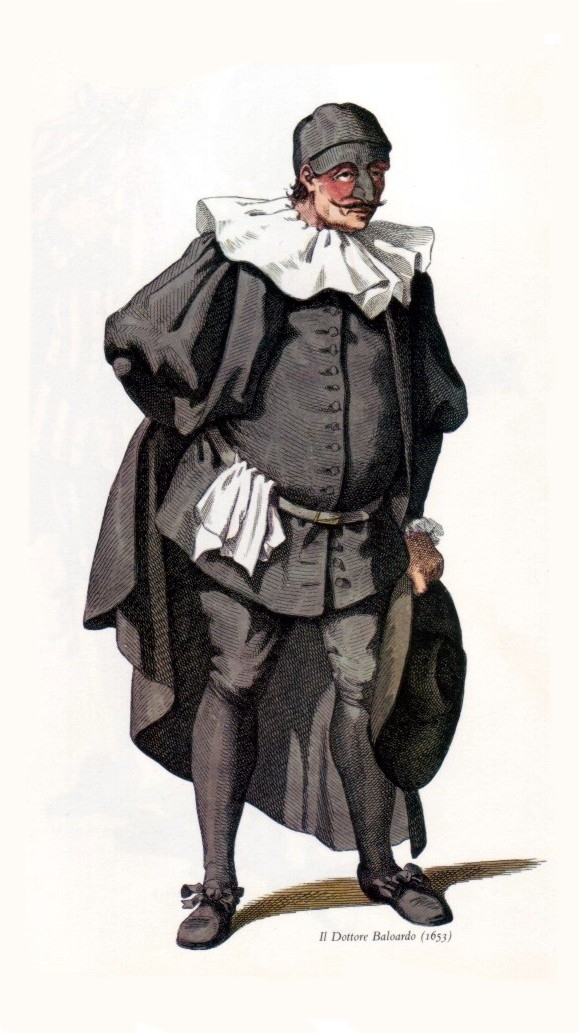
Der Dottore, 1653

### Weitere Figuren
Außerdem gibt es noch die Liebenden, die immer ohne Maske auftreten, etwa verkörpert durch Octavio/Ottavio. Der Soldat Il Capitano (Spavento) gibt immer vor, ein Held zu sein, ist in Wahrheit jedoch ein ausgemachter Feigling, der Angst vor seinem eigenen Schwert hat. Scaramuccia (Scaramouche) ist der Aufschneider, Angeber und Großsprecher.
Weitere bekannte Masken und Figuren sind unter anderem: Coviello, Pulcinella und Tartaglia. Einige davon sind jedoch Alternativnamen der oben genannten Hauptfiguren, die ihnen von den jeweiligen Schauspielern gegeben wurden.

## Gozzi und Goldoni
Während die Commedia dell’arte nördlich der Alpen zunehmend an Bedeutung gewann, tobte in der Mitte des 18. Jahrhunderts in Venedig der Krieg zwischen Carlo Gozzi und Carlo Goldoni. Während Goldoni das Theater nach dem Vorbild Molières modernisieren wollte, ging es Gozzi um den Erhalt der alten Commedia dell’arte.
Goldoni plädierte für eine wortgetreue Wiedergabe des Textes, einen natürlichen Schauspielstil und realistischere Figuren. Er wollte echte Charaktere statt der typisierten Figuren der Commedia dell’arte und deswegen auf die Masken verzichten, damit die Mimik der Schauspieler sichtbar wird. Wie er in seiner Autobiografie berichtet, ging er jedoch Kompromisse ein, da die Masken beim Publikum beliebt waren.
Sein Gegenspieler Gozzi, dem Adel angehörig, begegnete diesem Realismus mit seinen fiabe teatrali (Theatermärchen, z. B. in Die Liebe zu den drei Orangen). Diese situierte er in fremd anmutenden Reichen und schöpfte aus exotischen Geschichten wie Tausendundeine Nacht. Dabei ließ er den traditionellen Masken Truffaldino und Tartaglia ihre Improvisationsszenen, indem er eine Mischform aus Dramentext und Szenario wählte. Gozzis fiabe teatrali sind Tragikomödien, die von starken Effekten leben.

## Wirkung
Die Commedia dell’arte übte seit ihrem Entstehen großen Einfluss insbesondere auf das französische (comédie italienne, Molière) Theater aus. Die Bedeutung für das spanische und das englische Theater wird unter Wissenschaftlern diskutiert.
Auf das deutschsprachige Lustspiel des 17. und 18. Jahrhunderts, das Alt-Wiener Volkstheater und die Haupt- und Staatsaktionen der deutschen Wanderbühnen übte sie jedoch einen größeren Einfluss aus. Auch der österreichische Hanswurst wurzelt wahrscheinlich in dieser Theaterform. Für Deutschland ist ein erstes überliefertes Szenario in deren Geschichte überhaupt verbürgt: eine Aufführung am Hof des Herzogs Albrecht V. von Bayern anlässlich der Hochzeitsfeierlichkeiten seines Sohns Wilhelm mit Renata von Lothringen im Jahr 1568 unter der musikalischen Leitung von Orlando di Lasso, der den Hofmusiker Massimo Troiano beauftragte, ein Lustspiel im Stil der italienischen Komödie zu schreiben. Letzterem ist ein Skript der Aufführung zu verdanken.

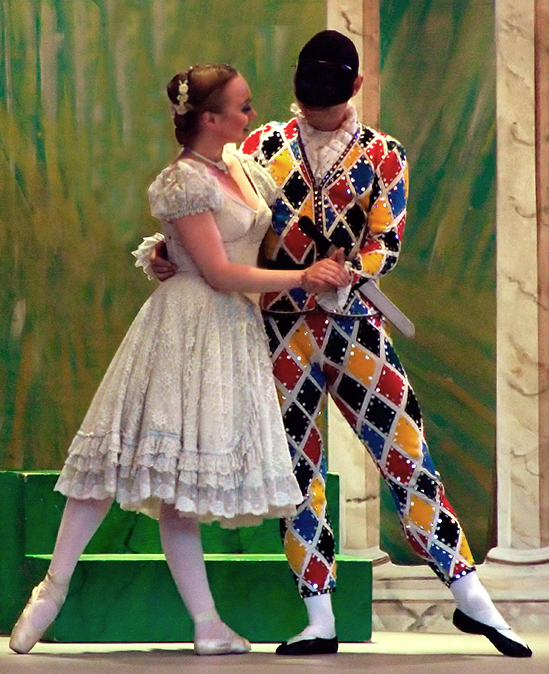
Harlekin und Colombina in einer Pantomime im Tivoli in Kopenhagen im 21. Jahrhundert

Im 19. Jahrhundert wurde E. T. A. Hoffmann von den Figuren der Commedia dell’arte zu den Phantasiestücken in Callots Manier inspiriert, welche wiederum Robert Schumann zu einem Zyklus von Klavierstücken anregten, den Fantasiestücken op. 12.
Im 20. Jahrhundert kehrte die Commedia dell’arte in der einen oder der anderen Art wieder ins europäische Theater zurück. Das berühmteste Beispiel stellt die Oper Ariadne auf Naxos von Richard Strauss und Hugo von Hofmannsthal aus den Jahren 1912/1916 dar. Weiter sei hier die Komödie Zerbinettas Befreiung (auch unter dem Originaltitel Die Fürstin von Cythera) von Fritz von Herzmanovsky-Orlando erwähnt.
Ebenso wurde die Commedia dell’arte in Russland zu Anfang des 20. Jahrhunderts wiederentdeckt und in unterschiedlichster Form belebt, wobei sich hier insbesondere Meyerhold hervortat. Zu nennen wäre auch das 1900 in Sankt Petersburg uraufgeführte Ballett Harlequinade (oder Les Millions d’Arlequin) von Marius Petipa und Riccardo Drigo.
Ähnliche Anstrengungen waren auch im übrigen Europa, vor allem in Italien zu beobachten. Besonders Max Reinhardt, Giorgio Strehler, David Esrig, Dario Fo, Alberto Fortuzzi und Alessandro Marchetti haben sich um die Revitalisierung der Methoden der Commedia dell’arte verdient gemacht. In Federico Fellinis Filmen, besonders in Fellinis Casanova von 1976, sind Anklänge an die Commedia dell’arte zu bemerken. In neuerer Zeit, also gegen Ende des 20. bzw. Anfang des 21. Jahrhunderts, sind Carlo Boso in Paris, Markus Kupferblum in Wien und die Gruppe I MACAP in Frankfurt am Main zu nennen, die versuch(t)en, die Tradition der Commedia dell’arte im heutigen Theater lebendig zu halten. Besonderes Ziel ist es dabei, mit den dramaturgischen Regeln und der hierarchischen Struktur der Charaktere heutige Geschichten zu erzählen.
Nachdem sich 1975 Hannes Hegen im Streit von seinem Verlag trennte und seine Figuren, die Digedags mit sich nahm, mussten kurzfristig neue Figuren und Geschichten erschaffen werden. Binnen kurzer Zeit erdachten sich Lothar Dräger und Lona Rietschel die Abrafaxe. Während Rietschel vor allem die Optik erschuf, stammte von Dräger das Konzept, die neuen Protagonisten in verschiedenen, meist über mehrere Jahre laufende Geschichten, mit aus der Weltliteratur bekannten Spaßmachern zu vergesellschaften; ein Konzept, welches bis Ende 1988 eingehalten wurde. In den beiden ersten Jahren startete man mit den Figuren der Commedia dell’arte und Harlekin als wichtigsten Begleiter. Neben ihm tauchten auch in größeren Rollen, immer unter ihren Rollennamen, Brighella, Scaramuccio, Capitano (Capitano Spavento), Colombine und Pantalone auf, Dottore und Rosaura innerhalb einer Theateraufführung, die den fiktive ersten Bühnenauftritt der Figuren darstellen soll.

## Die Commedia dell’arte in der Wissenschaft
Da die Commedia dell’arte auf einem heute kaum mehr verfügbaren schauspieltechnischen Können beruht, ist es schwer, eine konkrete Vorstellung von der Theaterform zu gewinnen. Zudem setzte die Erforschung dieser Theaterform erst ein, als es keine originalen Aufführungen mehr gab. Sie erscheint uns heute vielfach verklärt, worauf Krömer hinweist: „Um sie hat sich eine Art Mythos gebildet“ und diese Verklärung „wird dadurch erleichtert, daß man kein echtes Stegreiftheater mehr sehen kann, sondern bestenfalls ihr nahestehende Stücke in Interpretationen von nicht für das Stegreifspiel ausgebildeten Schauspielern“. Unterschiedliche Typen, verschiedene Masken und Handlungsgerüste lassen sich aus unterschiedlichen Textquellen herleiten und variieren im Verlauf der Geschichte. Rückschlüsse auf die Dramaturgie der Commedia sind nur bedingt möglich, da sich die Hinweise meist nur auf das Standardwerk Histoire du théâtre Italien von Luigi Riccoboni beschränken und dieser die Improvisationskomödie nach seinen eigenen reformatorischen Gedanken historisierte.
Neben Goldonis und Gozzis Komödienreform prägen historiografische Konstrukte des 19. und 20. Jahrhunderts das Bild der Commedia dell’arte. Hierbei wird die Commedia als romantische Volkskomödie verstanden. Dabei verweist Volk auf das Verständnis der Commedia als eine subversive Kunstform der Unterprivilegierten. Weiterhin ist die Vorstellung der Commedia als eine subversive Kunstform unter Theatergeschichtsschreibenden verbreitet, aber nicht korrekt. Meist waren die Truppen wie die Gelosi, Confidenti und Accesi aus ökonomischer Sicht zu einer engen Verbindung zum Hof gezwungen, was wiederum für die Truppen eine ambivalente Angelegenheit bedeutete, denn einerseits verfügten sie über einen Patentbrief und konnten ein Vorrecht geltend machen, andererseits waren sie den Launen ihres Herren ausgeliefert und wurden von ihm auf Reisen geschickt.

## Die Commedia dell’arte in der Kunst

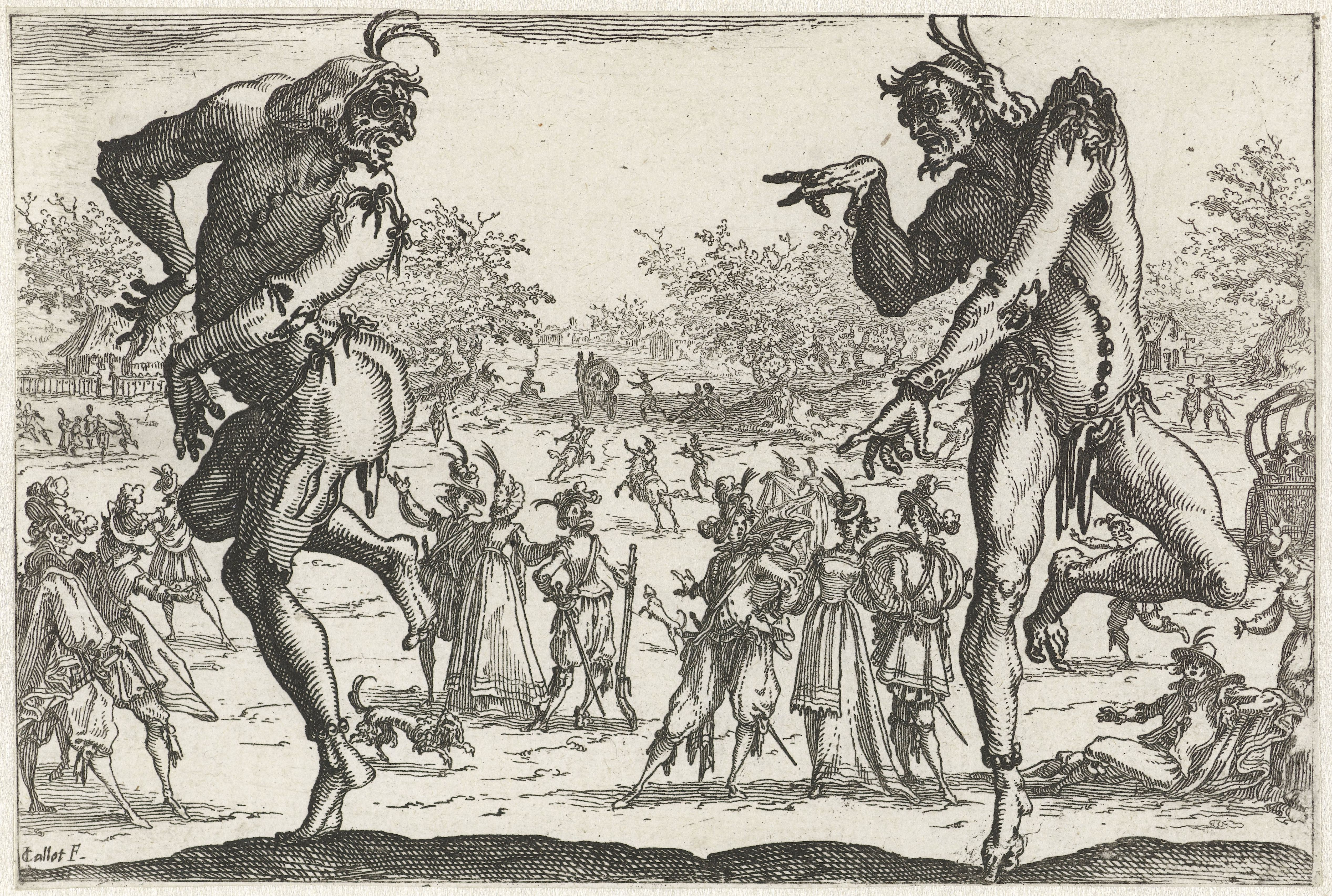
Jacques Callot: „Die zwei Pantalons“, 1616

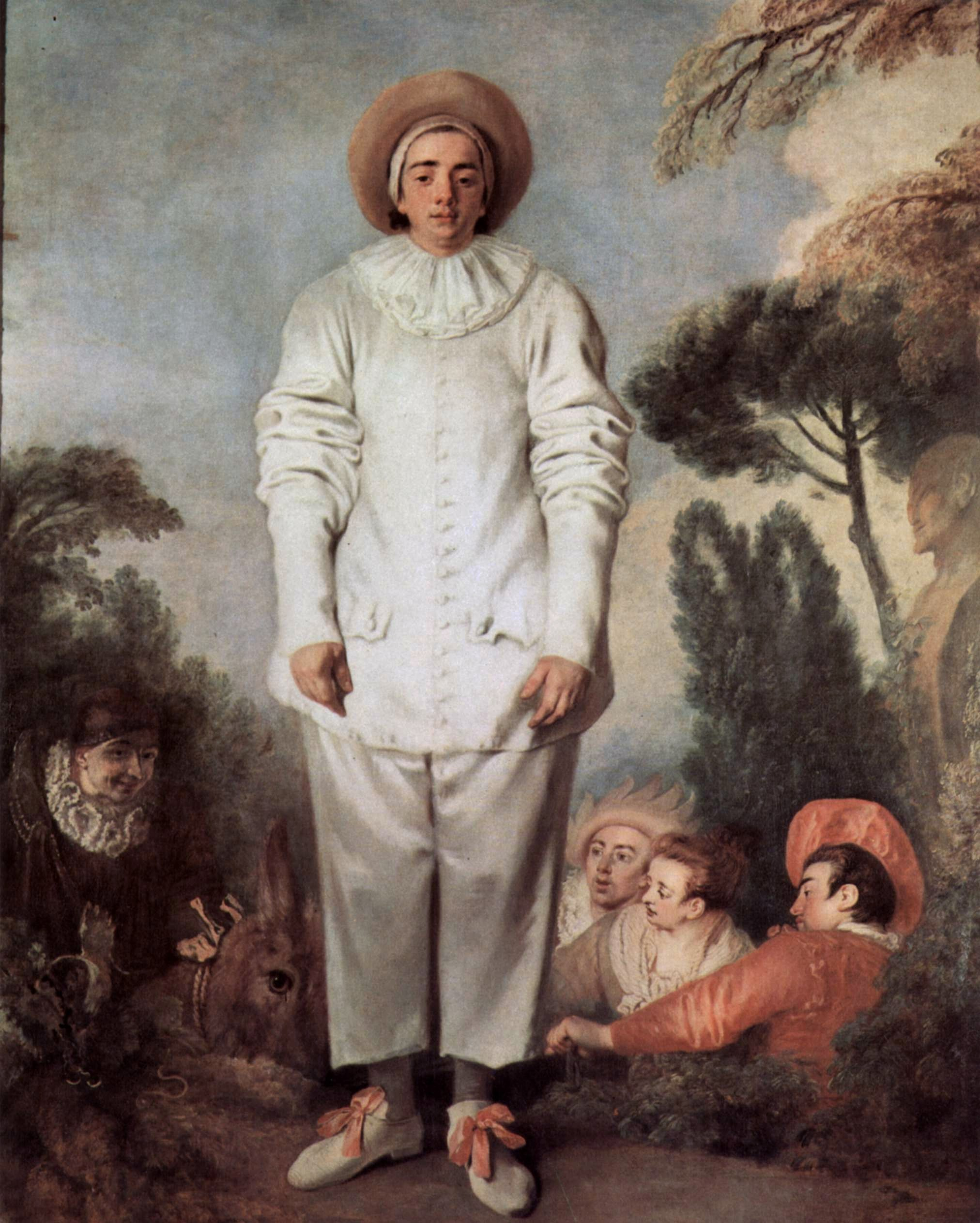
Antoine Watteau: „Gilles“, Pierrotdarstellung um 1718/19 (Louvre)

Die Abbildungen dieses Artikels sind, sofern nicht anders vermerkt, einem Werk des 19. Jahrhunderts entnommen, der zweibändigen Ausgabe Masques et Buffons von Maurice Sand aus dem Jahre 1860. Der Verfasser beschäftigte sich wissenschaftlich, literarisch und als Maler mit der Commedia dell’arte. Sein Rekonstruktionsversuch aus der Sicht der französischen Bohème kann nicht als authentisch gelten, berücksichtigt aber alle wesentlichen bekannten Erkenntnisse über das Erscheinungsbild der Figuren.
Die Commedia dell’arte war auch Motiv vieler weiterer Künstler. Der Zeichner, Grafiker, Radierer und Kupferstecher Jacques Callot fertigte mehrere Stiche, insbesondere vom Pantalone, an. Viele weitere bildende Künstler, so zum Beispiel der oben gezeigte Watteau, Paul Cézanne und Pablo Picasso, ließen sich von der Commedia dell’arte inspirieren.
Einzigartig ist die sogenannte „Narrentreppe“ in der Burg Trausnitz in Landshut, die über vier Stockwerke hinweg in lebensgroßen Figuren Szenen aus der Commedia dell’arte zeigt, die nicht nur am Hofe des bayerischen Erbprinzen Wilhelm V. sehr beliebt war. Die Entwürfe stammen von Friedrich Sustris, die Ausführung übernahm Alessandro Padovano um 1575 bis 1579.
Vom Modellierer von Porzellanfiguren Franz Anton Bustelli der Porzellanmanufaktur Nymphenburg existieren 16 Figuren nach Charakteren des Volksschauspiels, die 1760 erstmals in der Geschichte der Manufaktur genannt wurden und zu den schönsten seiner Figuren zählen. Sie werden weiterhin nach seinen Vorlagen gefertigt, nachdem sie zuvor begehrte Sammlerobjekte gewesen waren.
Goethe beschreibt gegenüber Johann Peter Eckermann in dessen Gespräche mit Goethe in den letzten Jahren seines Lebens vom 14. Februar 1830 seine Besuche im Theater Gozzis in Venedig, wobei es ihm besonders die Maske des Pulcinella angetan zu haben schien: „Ein Hauptspaß dieser niedrig-komischen Personnage […] bestand darin, daß er zuweilen auf der Bühne seine Rolle als Schauspieler auf einmal ganz zu vergessen schien“, und weiter: „Der Pulcinell ist in der Regel eine Art lebendiger Zeitung. Alles, was den Tag über sich in Neapel Auffallendes zugetragen hat, kann man abends von ihm hören. Diese Lokalinteressen, verbunden mit dem niedern Volksdialekt, machen es jedoch dem Fremden fast unmöglich, ihn zu verstehen.“
Franz Grillparzer vergleicht in den Notizen seiner Reise nach Italien aus Neapel vom Mai 1823 u. a. einen „Pulcinella der Neapolitaner“ mit einem „Arlechin der Franzosen“ und kommt zum Schluss, dass Ersterer „eine Natürlichkeit und Gutmütigkeit“ hat, die Letzterem fremd sei.
Der Salzburger Autor Wolfgang Kauer dekonstruiert in seiner Erzählung Venezianische Maskenkomödie die Commedia dell’arte in ihre Einzelkomponenten und verwendet diese zu einer autobiografischen satirischen Erzählung über den Umgang von Amtsträgern der Kirche mit Künstler und Kunstwerk.
Luigi Magni hat mit 'O Re, einer melancholischen Filmkomödie über das letzte Königspaar von Neapel-Sizilien, der Commedia dell’arte seine filmische Hommage erwiesen.